# Danielle Woodhouse
Danielle Woodhouse, född Gusterson 23 januari 1969 i Perth, är en australisk vattenpolomålvakt. Hon ingick i Australiens damlandslag i vattenpolo vid olympiska sommarspelen 2000.
Woodhouse spelade två matcher i den olympiska vattenpoloturneringen i Sydney som Australien vann. Även systern Bridgette Gusterson ingick i det vinnande laget.
Woodhouse tog VM-brons i samband med världsmästerskapen i simsport 1998 i Perth.